# Wola Rusinowska
Wola Rusinowska est une localité polonaise de la gmina de Majdan Królewski, située dans le powiat de Kolbuszowa en voïvodie des Basses-Carpates.